# Mary Queen of Scots (película de 2018)
Mary Queen of Scots (María, reina de Escocia, en España; Las dos reinas, en Hispanoamérica) es una película británica de drama histórico del 2018, basada en la biografía Queen of Scots: The True Life of Mary Stuart, de John Guy, dirigida por Josie Rourke a partir de una adaptación de Beau Willimon y protagonizada por Saoirse Ronan como el personaje epónimo y Margot Robbie como su prima lejana, la reina Isabel I. Jack Lowden, Joe Alwyn, Gemma Chan, Martin Compston, Ismael Cruz Córdova, Brendan Coyle, Ian Hart, Adrian Lester, James McArdle, David Tennant y Guy Pearce completan el reparto principal.
La película tuvo su estreno mundial en una presentación nocturna cerrada del AFI Fest el 15 de noviembre del 2018. Se estrenó en los Estados Unidos el 7 de diciembre de 2018, y en el Reino Unido el 18 de enero de 2019.[cita requerida]

## Reparto
- Saoirse Ronan como María, Reina de Escocia.
- Margot Robbie como Reina Isabel I.
- Jack Lowden como Lord Darnley.[3]
- Joe Alwyn como Robert Dudley.
- Gemma Chan como Elizabeth Hardwick.
- Martin Compston como Conde de Bothwell.
- Ismael Cruz Córdova como David Rizzio.
- Brendan Coyle como Mateo Estuardo.
- Ian Hart como Lord Maitland[4]
- Adrian Lester como Lord Randolph.[5]
- James McArdle como Conde de Moray.[6]
- David Tennant como John Knox.[7]
- Guy Pearce como William Cecil.[8]
- Maria-Victoria Dragus como Mary Fleminh.
- Eileen O'Higgins como Mary Beaton.[9]
- Alex Beckett como Walter Mildmay.[10]

## Producción
El 9 de agosto de 2012, se anunció que Saoirse Ronan interpretaría el papel de María Estuardo en una nueva cinta sobre la vida de la monarca. El 21 de abril de 2017, Margot Robbie se incorporó al reparto como la Reina Isabel I, y se anunció que la película estaba planificada para comenzar a rodarse en agosto de 2017. Se informó que la cinta estaría basada en la biografía de John Guy My Heart Is My Own: The Life of Mary Queen of Scots, y que sería producida por Tim Bevan, Eric Fellner y Debra Hayward, de Working Title.  Josie Rourke fue anunciada como la directora de la película, trabajando a partir de un guion adaptado de Beau Willimon. El 13 de junio de 2017, se anunció que Jack Lowden interpretaría a Lord Darnley, mientras que Joe Alwyn encarnaría el papel de Robert Dudley. El 22 de junio de 2017, se reportó que Martin Compston se había unido a la película para interpretar a James Hepburn, IV conde de Bothwell, el tercer marido de Estuardo. El 23 de junio de 2017, la actriz alemana-rumana Maria-Victoria Dragus se unió al reparto para interpretar a la aristócrata escocesa y amiga de la infancia de Estuardo, Mary Fleming, marcando su debut en una película de habla inglesa. El 17 de agosto de 2017, Brendan Coyle, David Tennant y Guy Pearce se integraron al elenco. El 18 de agosto de 2017, Gemma Chan también se unió a la película. El 22 de agosto de 2017, Ismael Cruz Córdova fue contratado para interpretar a David Rizzio, amigo cercano y confidente de María.
Focus Features anunció que manejaría los derechos de distribución domésticos mientras que Universal Studios estaría a cargo de la distribución internacional. El personal de la película incluye a varios ganadores del Premio Óscar: la diseñadora de vestuario Alexandra Byrne, la diseñadora de peinado y maquillaje Jenny Shircore y al editor Chris Dickens; al ganador del premio Emmy: el diseñador de producción James Merifield; y al ganador del premio BAFTA: el director de fotografía John Mathieson.

### Rodaje
El rodaje comenzó el 17 de agosto de 2017 en varias ubicaciones alrededor del Inglaterra y Escocia.

## Estreno
La cinta tuvo su estreno mundial en una noche de gala cerrada del AFI Fest el 15 de noviembre de 2018. La película fue estrenada en Estados Unidos el 7 de diciembre de 2018, y en el Reino Unido el 18 de enero de 2019.

## Recepción
Mary Queen of Scots ha recibido reseñas mixtas a positivas de parte de la crítica y de la audiencia. En el sitio web especializado Rotten Tomatoes, la película posee una aprobación de 62%, basada en 292 reseñas, con una calificación de 6.2/10 y con un consenso que dice: "Mary Queen of Scots ofrece emociones políticas de época inteligentemente elaboradas al tiempo que ofrece un escaparate brillante para el talento de sus bien emparejados protagonistas". De parte de la audiencia tiene una aprobación de 41%, basada en más de 2500 votos, con una calificación de 2.9/5.
El sitio web Metacritic le ha dado a la película una puntuación de 60 de 100, basada en 47 reseñas, indicando "reseñas mixtas". En el sitio IMDb los usuarios le han dado una calificación de 6.3/10, sobre la base de 51 176 votos. En la página web FilmAffinity la cinta posee una calificación de 6.0/10, basada 5275 en votos.